# Глюкуроновая кислота
Глюкуроновая кислота (от глюкоза и др.-греч. οὖρον — моча) — одноосновная органическая кислота, относящаяся к группе уроновых кислот.
Глюкуроновая кислота содержится в небольших количествах в организме человека, где образуется при окислении D-глюкозы. Её нормальная концентрация в крови составляет 0,02-0,08 ммоль/л. Глюкуроновая кислота входит в состав слизи, слюны, внеклеточного матрикса, гликокаликса.
Является одним из ключевых компонентов пигментного обмена в печени.
Свойства глюкуроновой кислоты аналогичны свойствам глюкозы, но вследствие наличия в её молекуле карбоксильной группы, она способна образовывать лактоны и соли. При нагревании глюкуроновая кислота дегидратируется и декарбоксилируется.
Глюкуроновая кислота способна образовывать растворимые конъюгаты (глюкурониды) со спиртами, фенолами, карбоновыми кислотами, тиолами, аминами и рядом других веществ, за счёт чего достигается их обезвреживание (снижение токсичности) и выведение из организма.